# Embouchure du Tech et Grau de la Massane
Embouchure du Tech et Grau de la Massane este o arie protejată (sit de importanță comunitară — SCI) din Franța întinsă pe o suprafață de 954 ha, din care 68 % marine.

## Localizare
Centrul sitului Embouchure du Tech et Grau de la Massane este situat la coordonatele 42°34′07″N 3°03′10″E / 42.56861°N 3.05278°E.

## Înființare
Situl Embouchure du Tech et Grau de la Massane a fost declarat arie specială de conservare în baza directivei 92/43 din 1992 referitoare la conservarea habitatelor naturale și a faunei și florei sălbatice pentru a proteja 2 specii de animale.

## Biodiversitate
Situată în ecoregiunea mediteraneană, aria protejată conține 8 habitate naturale: Bancuri de nisip acoperite în permanență slab de apă marină, Cursuri de apă de la nivel de câmpie la nivel montan, cu vegetație Ranunculion fluitantis și Callitricho-Batrachion, Dune de pe litoral fixate cu Crucianellion maritimae, Lacuri eutrofice naturale cu vegetație de tip Magnopotamion sau Hydrocharition, Râuri mediteraneene cu debit permanent și vegetație de Glaucium flavum, Liziere de ierburi înalte hidrofile de câmpie și de nivel montan până la alpin, Galerii de Salix alba și de Populus alba, Galerii și tufărișuri riverane sudice (Nerio-Tamaricetea și Securinegion tinctoriae).
La baza desemnării sitului se află mai multe specii protejate:
- nevertebrate (1): Oxygastra curtisii
- pești (1): Barbus meridionalis